# ملتحم خلوي

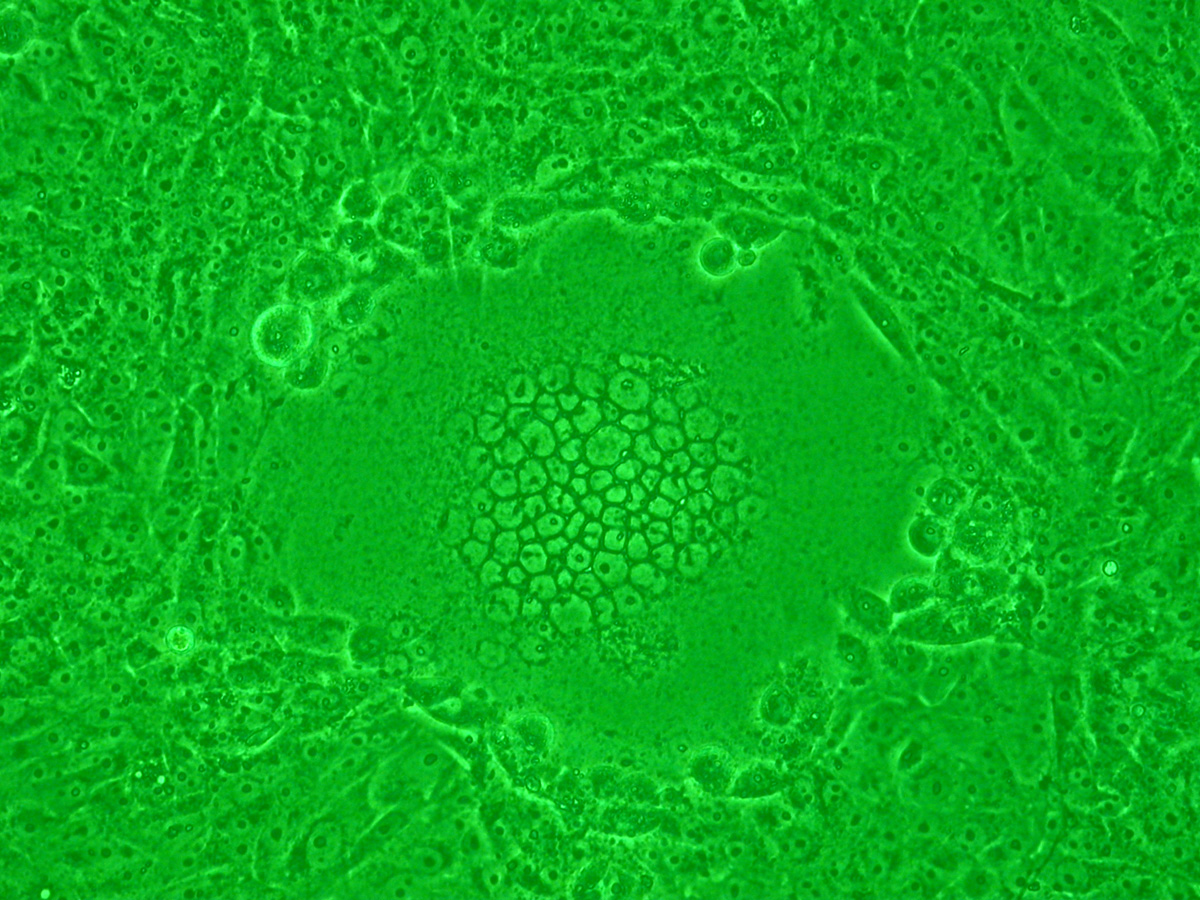

الملتحم الخلوي أو المَخْلَى أو المَخْلاَة أو البروتوبلازما متعددة النوى (بالإنجليزية: Syncytium) من الإغريقية σύν (ساين) والتي تعني «معا» + κύτος (كايتوس) والتي تعني «صندوق» ويقصد بها الخلية في سياق علم الأحياء. يشير مصطلح البروتوبلازم متعدد النوى إلى الخلية متعددة النوى التي قد تنتج من التحامات خلوية متعددة للخلايا أحادية النواة، بالمقارنة مع المدمج الخلوي الذي ينتج من انقسامات نووية متعدد دون أن يصحبها انقسام السيتوبلازم. قد يستخدم المصطلح أيضا للإشارة للخلايا المترابطة بوساطة غشاء متخصص يحتوي على روابط فجوية كما في خلايا عضلة القلب وبعض خلايا العضلات الملساء التي تكون متزامنة كهربائيا أثناء جهد الفعل.
هناك استخدام آخر «صحيح ومعين جيدا» لمصطلح «بروتوبلازم متعدد النوى» في علم الأجنة الحيواني للإشارة إلى المدمج الخلوي لأدمة البلاستولة أو جدارها في اللافقاريات كما في ذبابة الفاكهة الشائعة سوداء البطن (دروسوفيلا ميلانوغاستر).